# خواب‌آلودگی

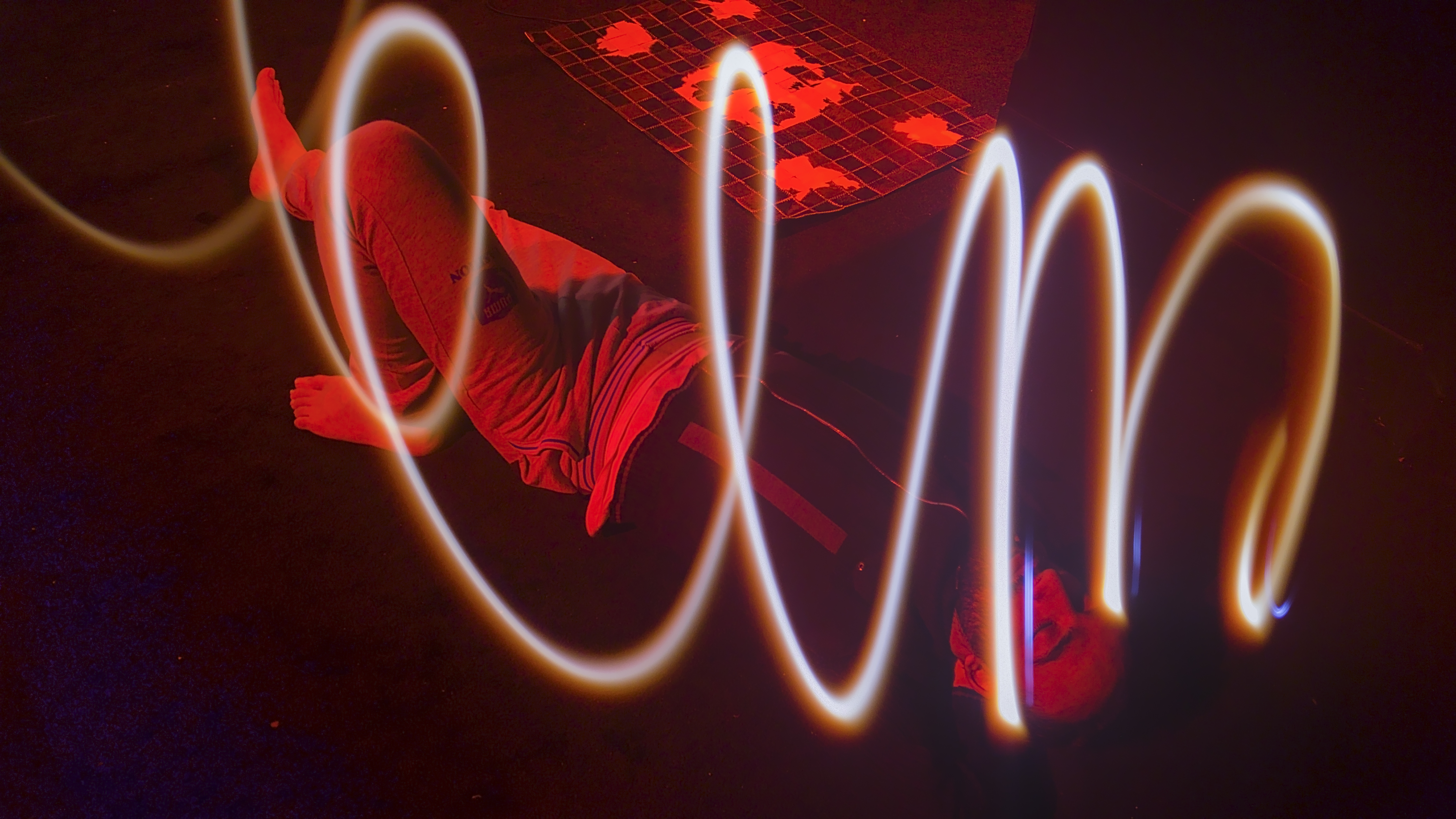
فردی در حالت خواب

خواب‌آلودگی احساس میل به خواب یا خوابیدن برای دوره‌های طولانی به طور غیرمعمول است (مقایسه پرخوابی). این واژه مفهوم‌های مجزایی به‌معنی حالت قبل از به خواب رفتن، حالت فیزیولوژیک ناشی از مدت طولانی نخوابیدن و یا یک بیماری مزمن را در بر می‌گیرد.

## علل
خوابیدن یک فرایند طبیعی است که در فاصله‌های زمانی خاص رخ می‌دهد و خواب بهترین راه برای استراحت بدن ماست. نخوابیدن به مدت طولانی (بیش از یک روز) موجب خواب آلودگی شدید می‌شود. علل ناشی از بیماری خواب آلودگی عبارتند از افسردگی، کم‌خونی، اختلالات هورمونی مانند کم‌کاری تیروئید، نارکولپسی، عفونت‌ها مانند بیماری خواب، عوارض داروها، دیابت، انسفالیت و الکلیسم است.